# Онсен

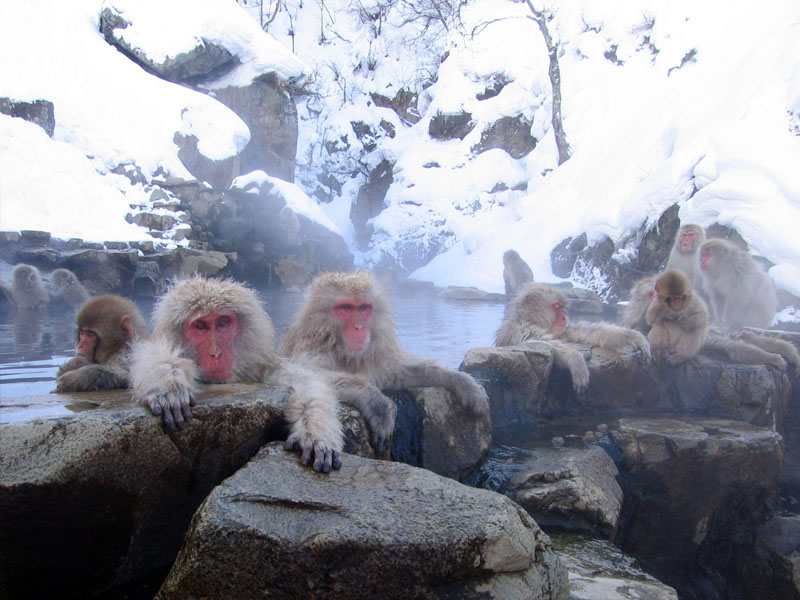
Японські макаки насолоджуються онсеном в Наґано.

Онсе́н (яп. 温泉, おんせん, МФА: [onsen], букв. «гарячі джерела») — японські гарячі джерела, температура яких вища за 25 °C. Також ванни на основі цих термальних вод. Також так називають туристичну інфраструктуру біля термальних вод. Термальні води на території Японії здебільшого утворилися внаслідок вулканічних процесів, вони мають цілющі властивості й популярні як серед місцевого населення так і туристів. На картах їхнє розташування позначається знаком ♨ або ієрогліфом 湯 (окріп). У Японії існує спеціальна класифікація онсенів, яка визначає тип джерела за хімічним складом води. За класифікацією вони поділяються на:
- сірководневі — іо-сен
- залізовмісні — тецу-сен
- соляні — наторіуму-сен (головний компонент — хлорид натрію, кухонна сіль)
- газовані вуглекислим газом — тансан-сен